# 顾之玉
顾之玉（1935年—），男，上海人，中国光学专家，曾任中国科学院安徽光学精密机械研究所研究员、博士生导师，第六届全国人大代表。